# Khorat
Khorat o Korat (en tailandès: โคราช), oficialment Nakhon Ratchasima, és una de les ciutats més importants de Tailàndia.

## Geografia i demografia
Korat es troba al sud-oest del territori del Isaan a la província de Nakhon Ratchasima i és la capital d'aquesta i del districte del mateix nom. És també la zona urbana amb més població de l'Isaan, amb gairebé el 10% d'habitants del territori a la seva àrea metropolitana.
L'àrea municipal de Khorat té una superfície de 37,5 km² i una població de 145.793 habitants, el districte una superfície de 755,6 km² i una població de 433.838 habitants, i la província una superfície de 20.494 km² amb una població de 2.565.117 habitants segons el cens del 2008.

## Ús del nom de la ciutat
La ciutat de Khorat dona el seu nom a l'altiplà de Khorat i a la província. Com moltes ciutats de Tailàndia aquesta ciutat té un nom popular (Khorat o Korat), àmpliament utilitzat per la gent local per anomenar llur ciutat, a més d'un nom oficial sovint molt llarg, amb un ús més formal i restringit.
Khorat va donar nom a la raça de gats anomenats "Korat", de pell de color gris blavós i ulls verds. En tailandès els gats de la varietat "Korat" es coneixen com a Si-sawat (ศรีสวัสดิ์).

## Història
Històricament, Korat s'ha trobat a la confluència de tres cultures: Khmer, siamesa i lao.
La zona de Korat està situada a la frontera de la cultura siamesa de la Tailàndia central i la cultura lao de l'Isaan. Korat va formar part de l'imperi Khmer durant molts segles quan hi havia dues ciutats a la mateixa zona, Sema i Nakhon Raj. Actualment, hi ha moltes ruïnes de temples khmers als voltants, com Phimai, pocs quilòmetres més al nord de Korat.
Amb la decadència i desaparició de l'Imperi Khmer al segle xiv la zona de Korat va passar sota la influència del regne d'Ayutthaya de la Tailàndia central. El seu rei Narai (1656-1688) va ordenar la construcció de la ciutat actual per guardar la frontera oriental del seu regne. El nom de Korat prové de l'antic nom Angkor Raj.
Korat fou atacada l'any 1826 per Anouvong, rei de Vientiane, que volia aturar l'expansió dels siamesos als territoris laosians. En aquests temps va sorgir la figura llegendària de Thao Suranaree, l'heroïna local que segons hom diu va tindre una influència decisiva en la derrota de l'exèrcit de Laos. Actualment, hi ha una estàtua al seu honor al centre de Korat que és venerada com a figura històrica representativa de la ciutat. La imatge de Thao Suranaree també apareix a l'escut municipal i provincial.
Durant la guerra del Vietnam a 8 km de Korat hi havia l'aeroport estratègic més gran de la Força Aèria dels Estats Units d'Amèrica a la zona. Coneguda com a Korat RTAFB, la base va funcionar del 1962 al 1975. Els bombarders B-52 que bombardejaven el Vietnam del Nord, el Vietnam del Sud, Laos i Cambodja tenien com a base aquest aeroport militar. Korat també era l'estació del canal 125 de la TACAN (Navegació Aèria Tàctica) per als avions militars de la zona. Com a altres llocs de Tailàndia (Udon Thani, Ubon Ratchathani i U-Tapao) la presència de militars americans a la vora de la ciutat va fer proliferar bars i hotels dedicats a la prostitució.
La gegantina base americana de Korat va desaparèixer. Actualment, l'aeroport ha esdevingut una base militar de la Força Aèria de Tailàndia (RTAF). També hi ha un aeroport civil amb vols domèstics, però com que es troba no gaire lluny de Bangkok, a només tres hores per carretera, aquests no han tingut massa èxit comercialment.

## Serveis
A Korat hi ha quatre universitats i un zoo. S'imprimeixen dos diaris locals: El Korat Daily, en tailandès i el The Korat Post, en anglès. És una ciutat ben equipada amb molts hospitals, escoles, complexos esportius, hotels, restaurants i centres comercials. La via de tren del nord-est de Tailàndia va de Khorat a Nong Khai i comunica aquesta ciutat amb Bangkok, la capital, i amb Laos. El nucli antic de Korat està envoltat amb una muralla i un fossar ple d'aigua.

## Galeria fotogràfica

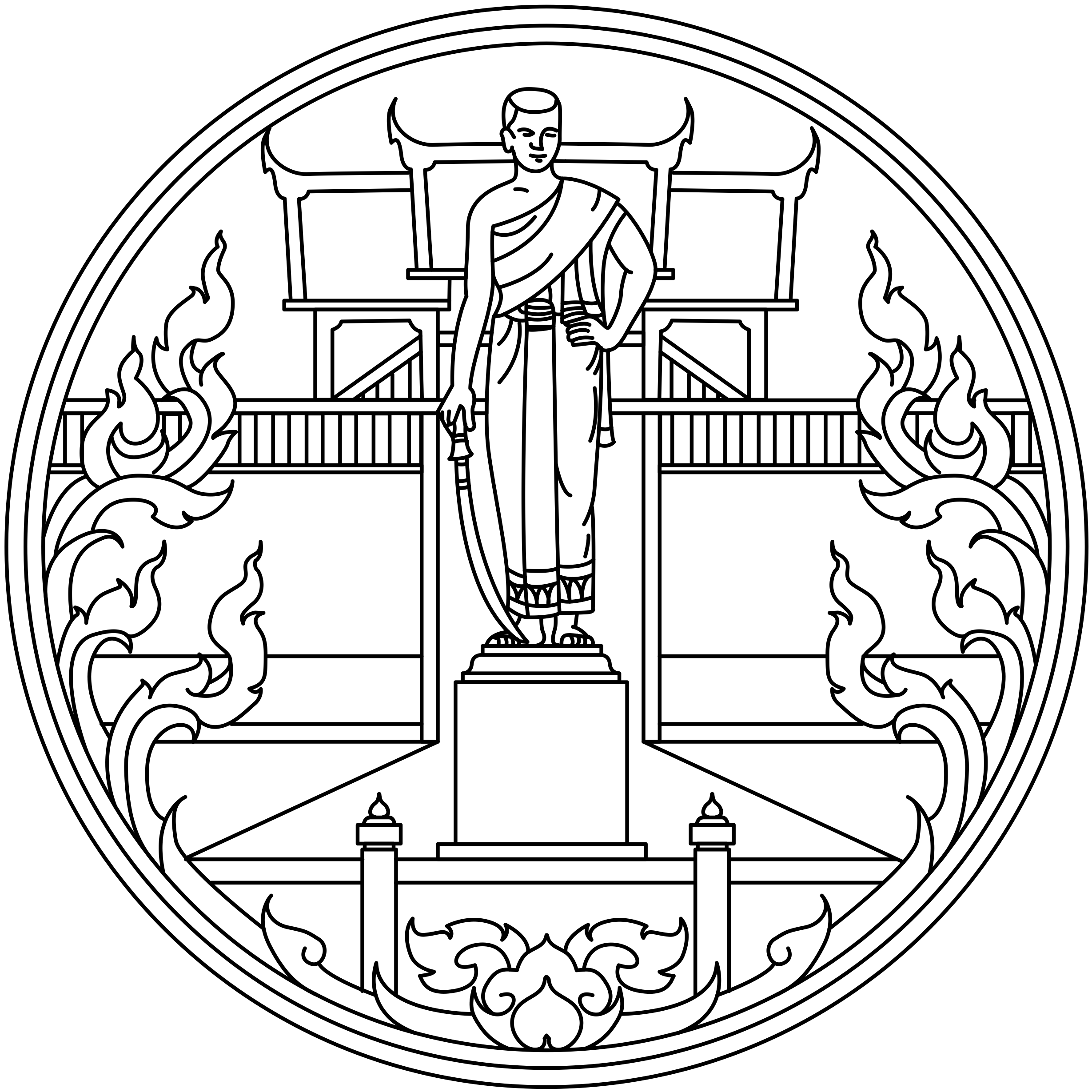
Escut municipal de Khorat (Nakhon Ratchasima).
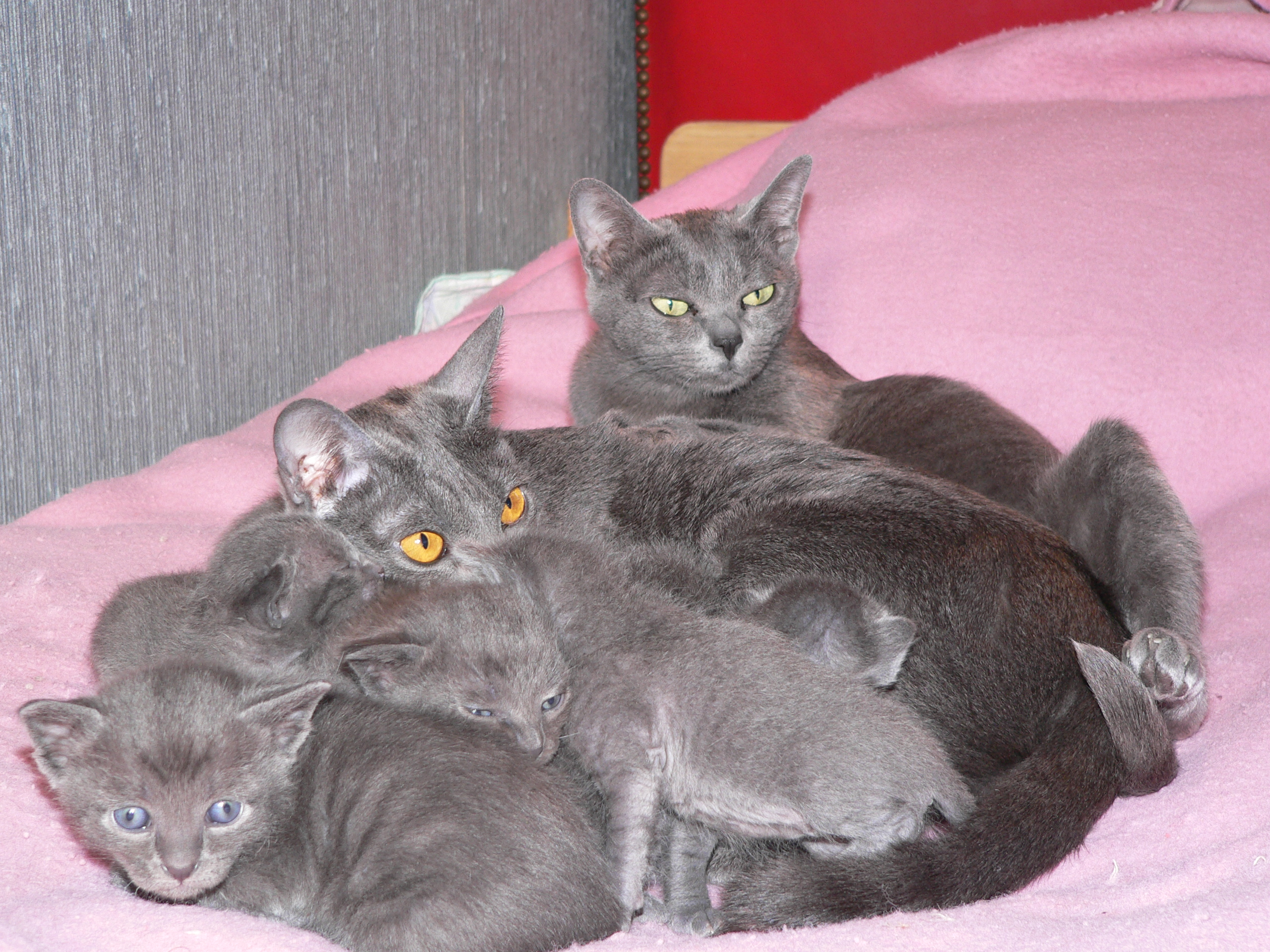
Gats de la rassa Korat.
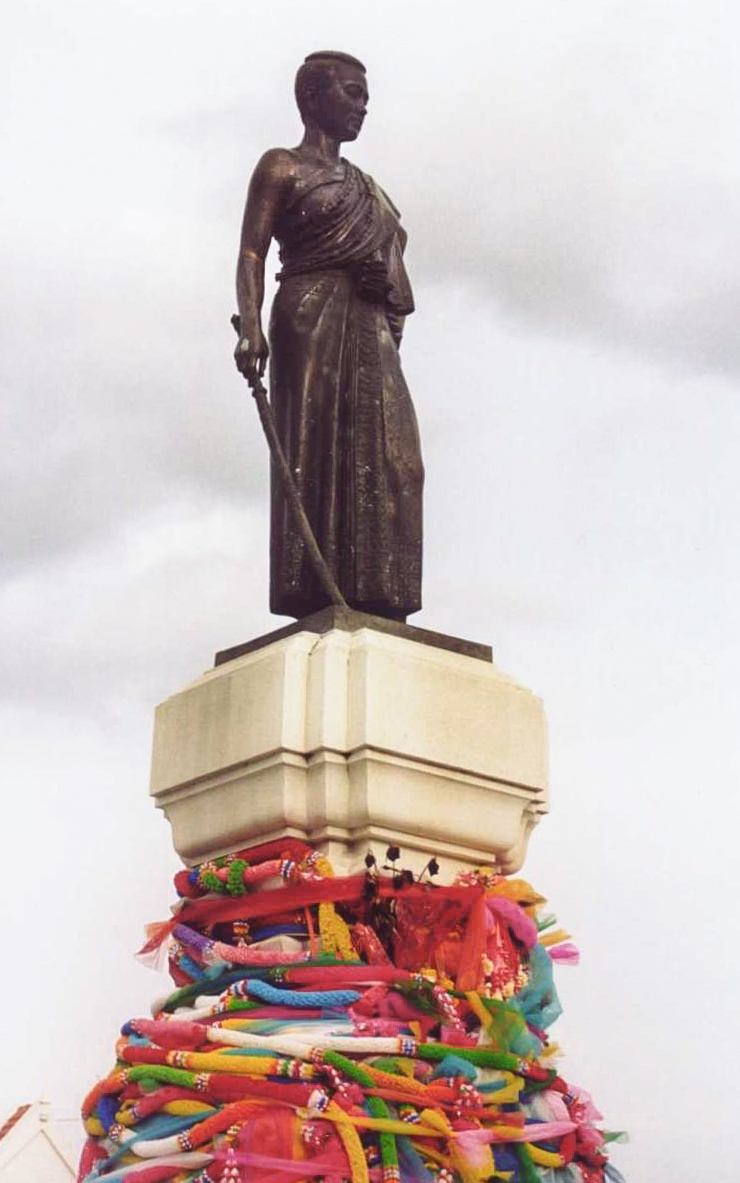
El monument a Thao Suranaree.